# Ivan Argunov
Ivan Petrovich Argunov (1727–1802) foi um distinguido pintor da Rússia, um dos fundadores da sua escola de retratismo.
Nasceu como servo do conde Sheremetev e cresceu junto de seu tio, que servia à princesa Cherkassky. Estudou pintura com Georg Grooth, naquela época a serviço da imperatriz Elisabeth, e aprendeu com seus primos Fedor Leontyevich Argunov e Fedor Semenovich Argunov, também artistas, que decoravam as residências imperiais. Seu primeiro trabalho foi um ícone para a igreja do Palácio de Tsarskoye Selo, e na mesma altura criou suas primeiras obras históricas. Seus primeiros retratos seguiram a tradição dos parsuna, mesclada à tradição tardo-barroca.
Na década de 1760 atingiu sua fase mais brilhante, produzindo retratos da realeza e ícones, e criando o gênero do retrato póstumo. Em 1770 se tornou mordomo da casa de Sheremetev e guardião das propriedades, sendo obrigado a diminuir o ritmo se sua produção de pintura, mas foi quando criou suas melhores peças, entre elas o Retrato de um velho aldeão. Cessou de pintar em torno de 1785, pelo acúmulo de tarefas administrativas.
Foi grande professor, ensinando a vários talentos importantes: Anton Losenko, Fyodor Rokotov, Golovachevsky e Sablukov, todos futuros professores da Academia Imperial. Dois de seus filhos também se tonaram pintores e aprenderam com o pai, Nikolay Argunov e Yakov Argunov, e o terceiro, Pavel Argunov, tornou-se arquiteto.